# A Perfect Pairing
A Perfect Pairing is een Amerikaanse film uit 2022 geregisseerd door Stuart McDonald.

## Verhaal
Om een grote klant over te halen, besluit de hardwerkende Alvarez van een wijnbedrijf uit Los Angeles af te reizen naar Australië om vervolgens daar aan de slag te gaan in een schapenboerderij in Australië. naar Australië om een belangrijke klant binnen te halen en komt daar terecht op een boerderij waar ze een knappe en ruige Vaughn assisteert. 

## Rolbezetting
| Acteur           | Personage                |
| ---------------- | ------------------------ |
| Victoria Justice | Lola Alvarez             |
| Adam Demos       | Max Vaughn               |
| Craig Horner     | Calder, Lola's werkgever |